# آدری لندرز

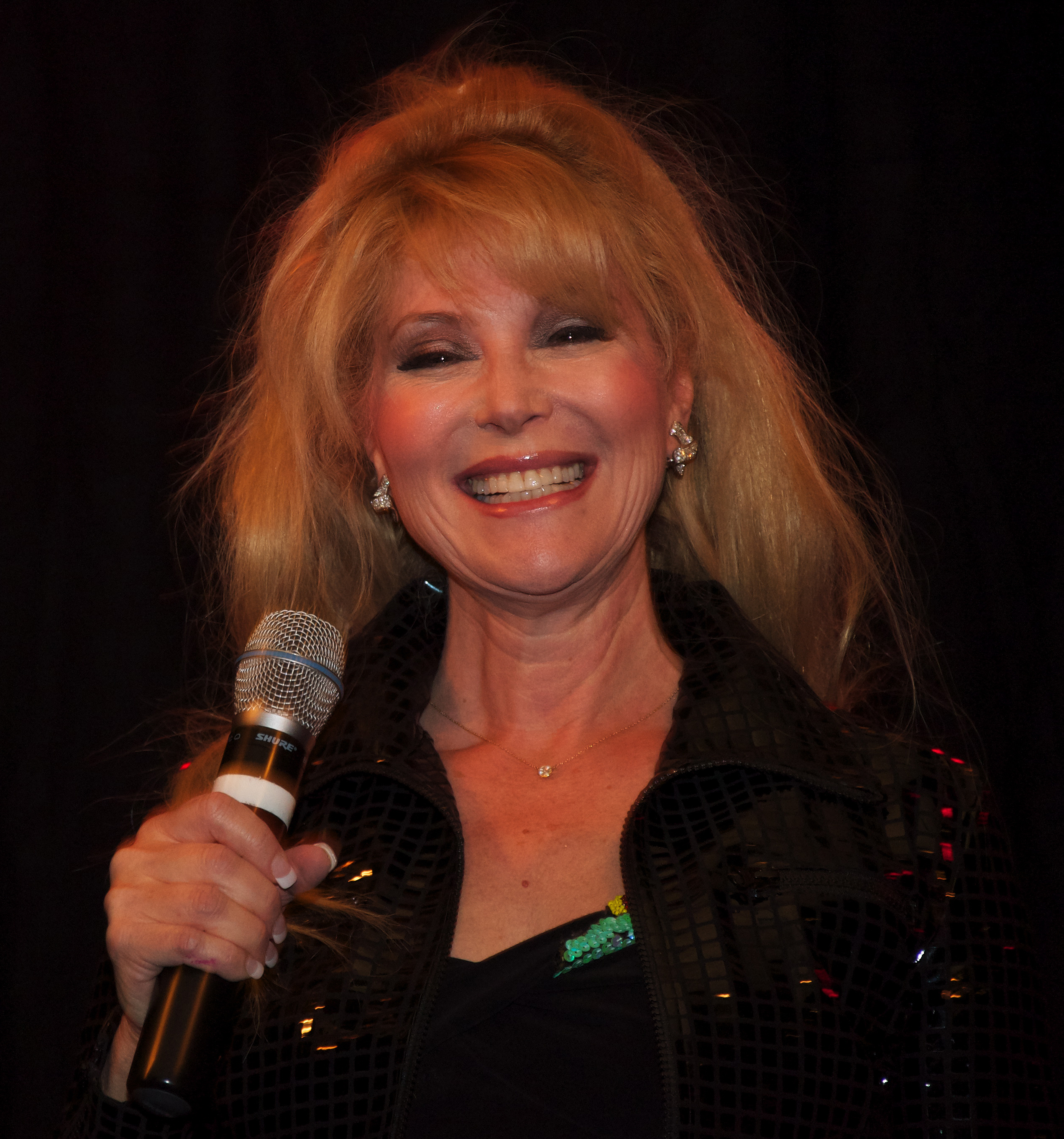

آدری لندرز (انگلیسی: Audrey Landers؛ زادهٔ ۱۸ ژوئیهٔ ۱۹۵۶) یک هنرپیشه و خواننده اهل ایالات متحده آمریکا است. وی از سال ۱۹۷۱ میلادی تاکنون مشغول فعالیت بوده‌است.

## بخشی از فیلمشناسی
از فیلم‌ها یا برنامه‌های تلویزیونی که وی در آن نقش داشته‌است می‌توان به آثار زیر اشاره کرد.
- در جستجوی فردا (۱۹۷۳)
- اتاق ۲۲۲ (۱۹۷۳)
- دکتر مارکوس ولبی (۱۹۷۳)
- وضعیت اضطراری! (۱۹۷۳)
- دیوانه از قفس پرید (۱۹۷۵)
- فرشتگان چارلی (مجموعه تلویزیونی) (۱۹۷۹)
- ۱۹۴۱ (فیلم) (۱۹۷۹)
- دالاس (مجموعه تلویزیونی ۱۹۷۸) (۱۹۸۱–۸۴, ۱۹۸۹)
- پارتی مجردی ۲: آخرین وسوسه (۲۰۰۸)
- مهره سوخته (۲۰۰۷–۰۸)
- جکی میسون (۲۰۱۱)